# Oberland am Rennsteig

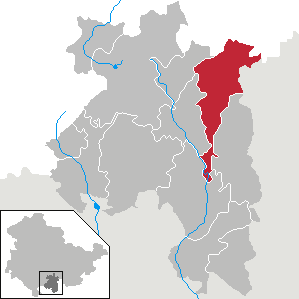
Oberland am Rennsteig

Oberland am Rennsteig war eine Gemeinde in Thüringen im Landkreis Sonneberg. Sie entstand am 1. Januar 1997 in Teilen des Sonneberger Oberlandes durch den Zusammenschluss der Einheitsgemeinde Engnitzthal und der Gemeinde Haselbach und wurde am 31. Dezember 2013 in die Stadt Sonneberg eingegliedert.

## Geografie
Das Gemeindegebiet lag im Übergangsbereich vom Thüringer Schiefergebirge zum Frankenwald und berührte im Norden den Rennsteig. Die Gemeinde hatte bei einer Ausdehnung von 13 km eine Fläche von 39,42 km² und bestand aus mehreren, früher selbstständigen Gemeinden bzw. Orten.

### Ehemalige Nachbargemeinden
Im Uhrzeigersinn, beginnend im Norden: Piesau – Gräfenthal – Tettau – Judenbach – Sonneberg – Steinach – Lauscha.

### Gemeindegliederung
Die Gemeinde bestand aus den Ortsteilen:
- Haselbach mit Hohenofen und Vorwerk, Sitz der Gemeindeverwaltung
- Eschenthal, PLZ 96523, mit Friedrichsthal und Georgshütte (im Ölsetal)
- Hasenthal, PLZ 96523, mit Schneidemühle (im Ölsetal)
- Hüttengrund, PLZ 96515, mit Blechhammer (im Steinachtal)
- Spechtsbrunn, PLZ 98743, (am Rennsteig)

## Geschichte
Die Gemeinde entstand am 1. Januar 1997 durch den Zusammenschluss der seit 1994 bestehenden Einheitsgemeinde Engnitzthal und der Gemeinde Haselbach. Das Gemeindegebiet hatte im Jahr 1994 2951 Einwohner, im Jahr 2012 waren es noch 2200.
Am 31. Dezember 2013 wurde die Gemeinde Oberland am Rennsteig aufgelöst, das Gemeindegebiet gehört seitdem zur Stadt Sonneberg.
Das Naturpark-Informationszentrum „Kalte Küche“ bietet hier ein Schaufenster zur Region.
Mit der Errichtung eines Mahnmals an der Schildwiese, direkt auf der Landesgrenze, möchte der 2009 durchgeführte Rennsteigkirchentag sein Motto „Grenzenlos glauben“ weiter tragen.

## Politik

### Gemeinderat
Der Gemeinderat Oberland am Rennsteig bestand nach der letzten Kommunalwahl am 7. Juni 2009 aus 14 Mitgliedern.
- CDU 7 Sitze
- Freie Wähler/SPD 2 Sitze
- Die Linke 3 Sitze
- Feuerwehrverein Haselbach 2 Sitze

## Kultur und Sehenswürdigkeiten
Das Rennsteigfest am letzten Aprilwochenende erinnert an die Neueröffnung des Rennsteiges am 28. April 1990, der durch die Teilung Deutschlands fast vier Jahrzehnte nicht mehr durchgängig passierbar gewesen war.

### Dialekte
In Haselbach, Blechhammer und Hüttengrund wird die itzgründische Mundart gesprochen, in Hasenthal und Spechtsbrunn ist der Thüringer Dialekt zu Hause.

### Kulinarische Spezialitäten
- Grieß- und Stärkeklöße (aus gekochten Kartoffeln, mit Grieß und Kartoffelstärke)
- Kaninchenbraten (Hosenküh) – fast jeder Haushalt hielt Kaninchen
- Sauerkraut, welches mit geriebenen rohen Kartoffeln angedickt wird
- Verschiedenartige „Brüh“ und „Zamet“. „Brüh“ ist eine Art Suppe, die aus Fleischbrühe und Waldpilzen oder Gemüse (aber ohne Kartoffeln) zubereitet wird und mit Zamet serviert wird, zum Beispiel Schwammebrüh = Pilzsuppe aus Waldpilzen, Porrees-Brüh (Porreesuppe), Bannebrüh (eine Art Bohnensuppe). „Zamet“ ist eine spezielle Art Kartoffelbrei, der aus Kartoffeln, Kartoffelstärke und Milch zubereitet wird
- Öwaschicharuhm un Mahlpflöck (Kohlrabisuppe mit Mehlklößen)
- Schnibbl-Supp (eine Gemüsesuppe aus geschnippeltem frischen Gemüse)
- Spint (eine Art Schlachteplatte aus Kesselfleisch, Wellfleisch, Schnitzfleisch)
- Flache runde Pfannkuchen (Pfaakuchn) mit dickem Rand ohne Füllung
- Hirschhornkuchen (ein flacher Kuchen mit Hirschhornsalz gebacken, mit Schokoladenüberzug)

## Wirtschaft und Infrastruktur
In der Gemeinde Oberland am Rennsteig konnten sich mehrere Unternehmen im mittelständischen und im handwerklichen Bereich ansiedeln. Das Produktionsprofil umfasst die glas- und kunststoffverarbeitende Industrie, die Verpackungsindustrie, sowie den Maschinenbau. Das größte Gewerbegebiet befindet sich in Spechtsbrunn.
Zur Infrastruktur gehörten außerdem die Staatliche Grundschule Hasenthal, ein Kindergarten des Diakoniewerkes Sonneberg und Hildburghausen/Eisfeld, zwei Kindergärten der AWO, drei Freiwillige Feuerwehren auf Ortsebene, zwei Jugendclubs, und mehrere Versorgungseinrichtungen für Waren des täglichen Bedarfs. Handwerksbetriebe verschiedener Branchen werden von den Bürgern gern in Anspruch genommen. 17 eingetragene Vereine und weitere Interessengruppen, insbesondere im Seniorenbereich, pflegen das kulturelle, sportliche und gesellige Leben in den Orten.
Ein Ausflugsziel im früheren Gemeindegebiet ist der Berggasthof Brand. Das abgelegene Objekt liegt direkt am Rennsteig.

### Verkehr
Landstraßen erster und zweiter Ordnung verbinden die Orte untereinander und führen nach Steinach, Sonneberg, Piesau und Lichte, Kleintettau und Tettau und nach Gräfenthal. Die Südthüringenbahn zwischen Sonneberg und Neuhaus/Rennweg schließt auch die Orte Blechhammer und Hüttengrund mit Haltepunkten ein.

## Natur
Feuersalamander und Molche waren in den 1960er Jahren noch häufig und kommen jetzt selten vor.
Auf den Gebirgswiesen, die vielfach als Fauna-Flora-Habitat ausgewiesen wurden, wachsen seltene Pflanzenarten. Der ehemalige Grenzstreifen birgt auch Jahrzehnte nach der Wende etliche geschützte Pflanzen und Tiere. Das Naturpark-Informationszentrum bietet eine Rucksackschule „Vom Todesstreifen zum Lebensraum“ und eine Audioroute im Grünen Band des ehemaligen Grenzstreifens an.

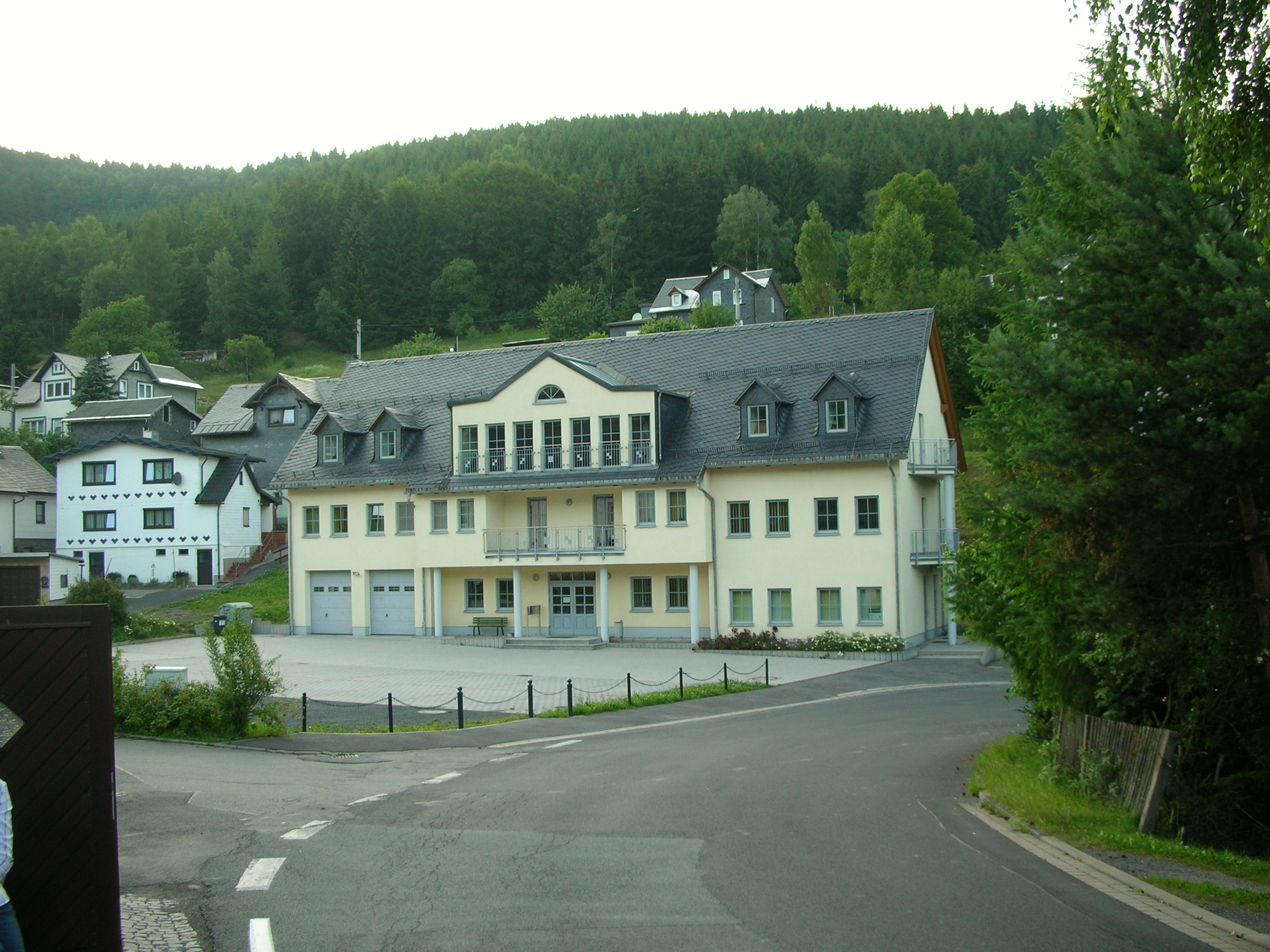
Ehemaliges Gemeindezentrum in Haselbach
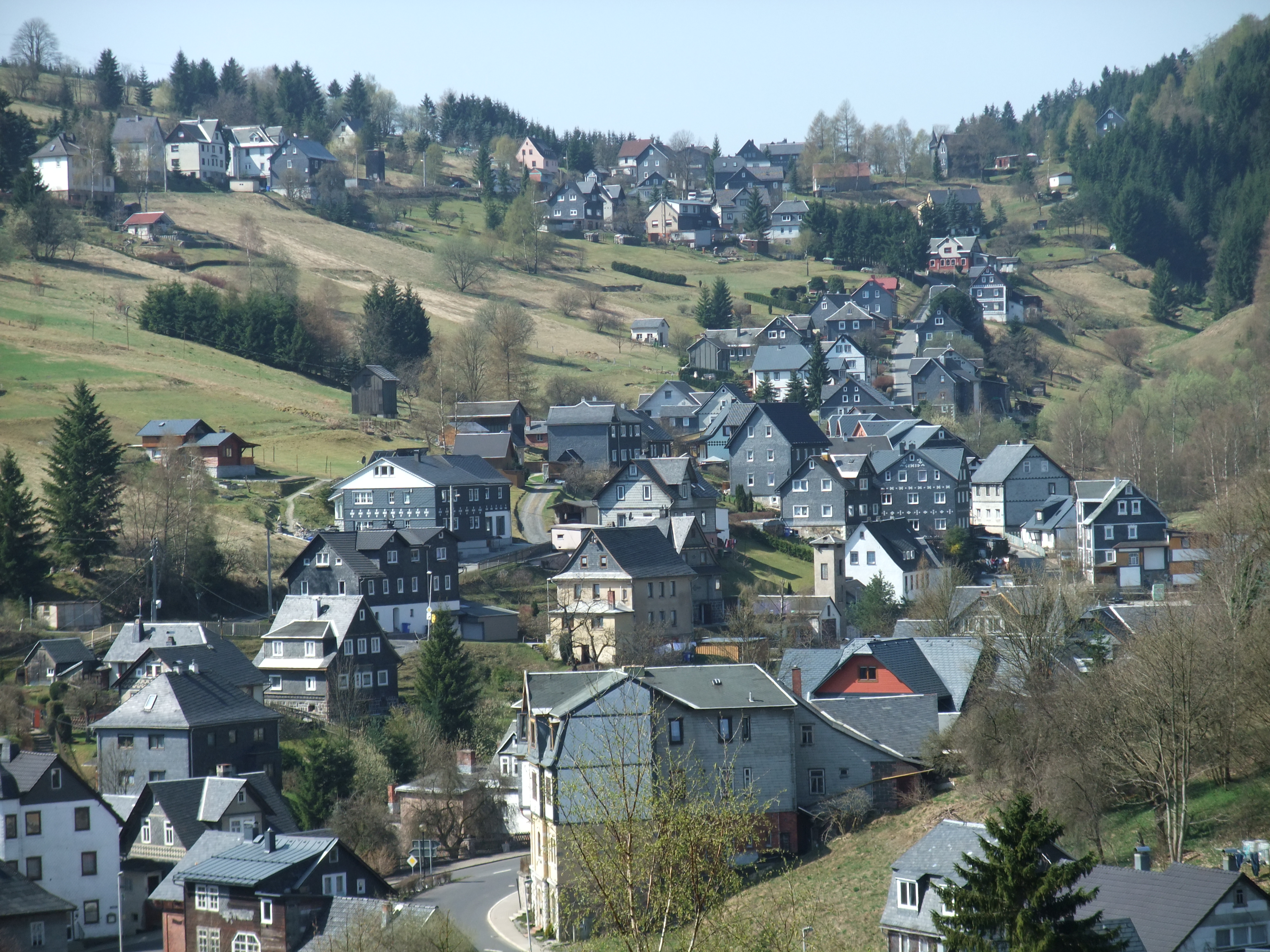
Haselbach, Hohe Warte
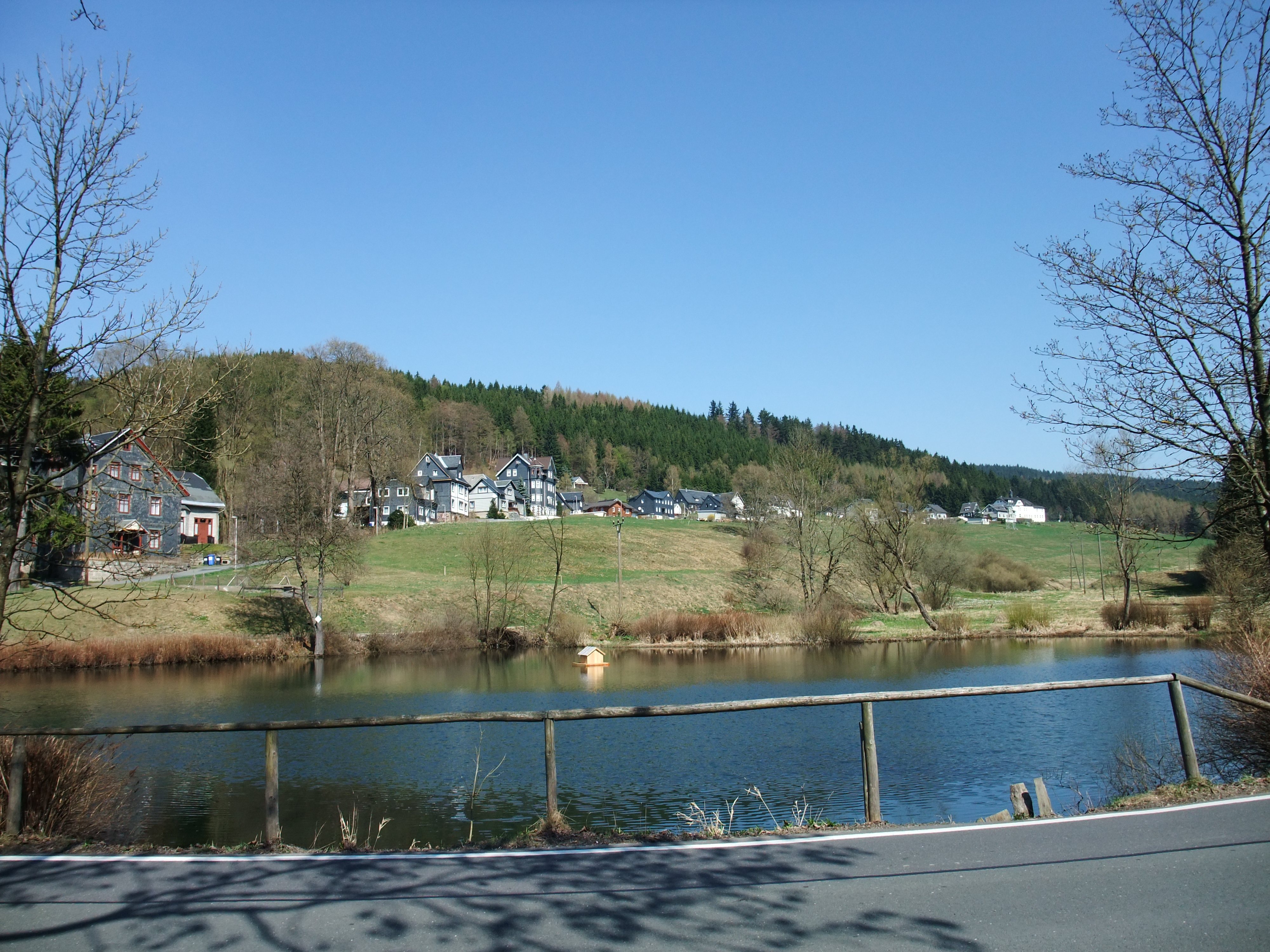
Hohenofen
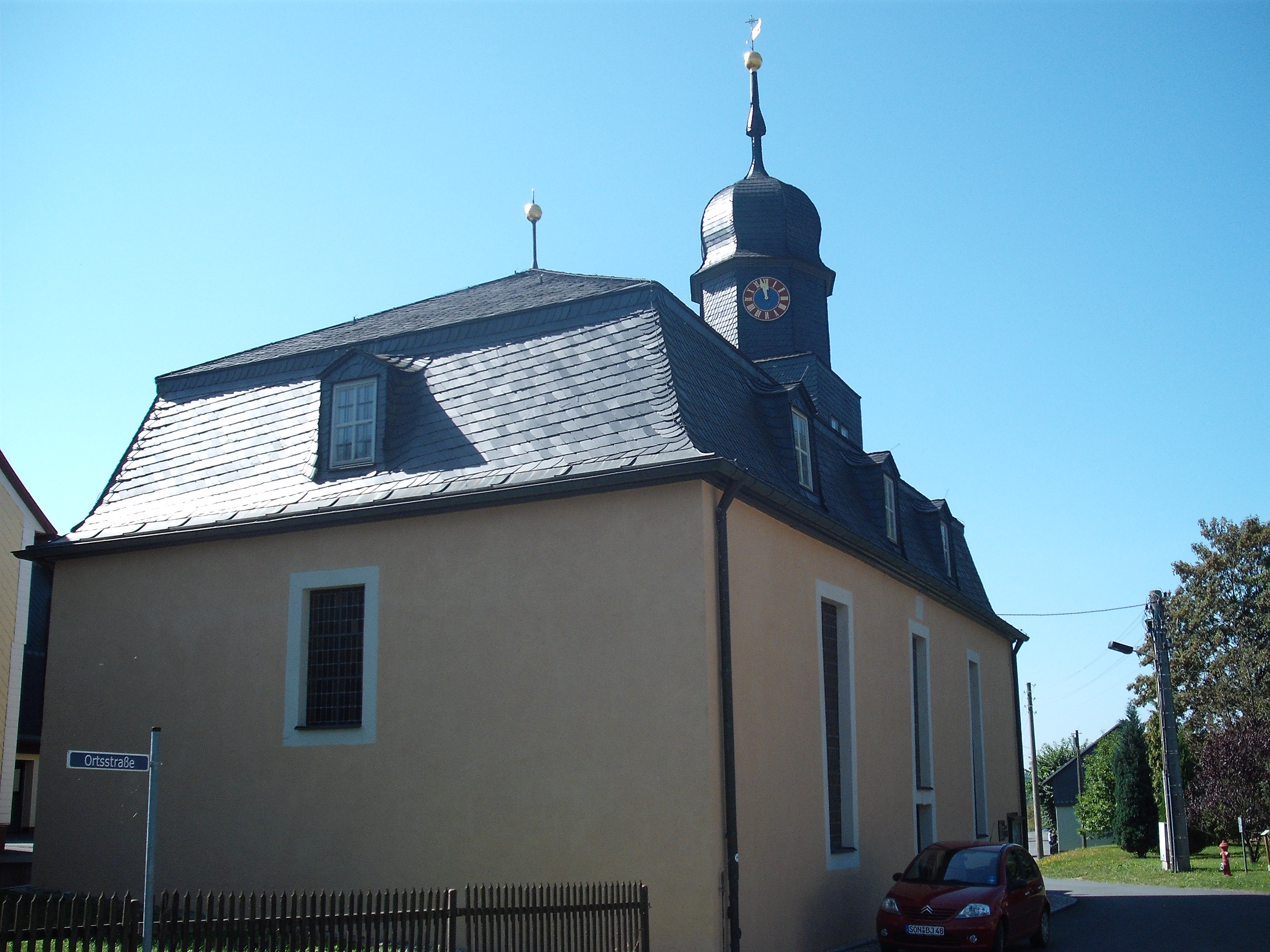
Matthäuskirche zu Spechtsbrunn
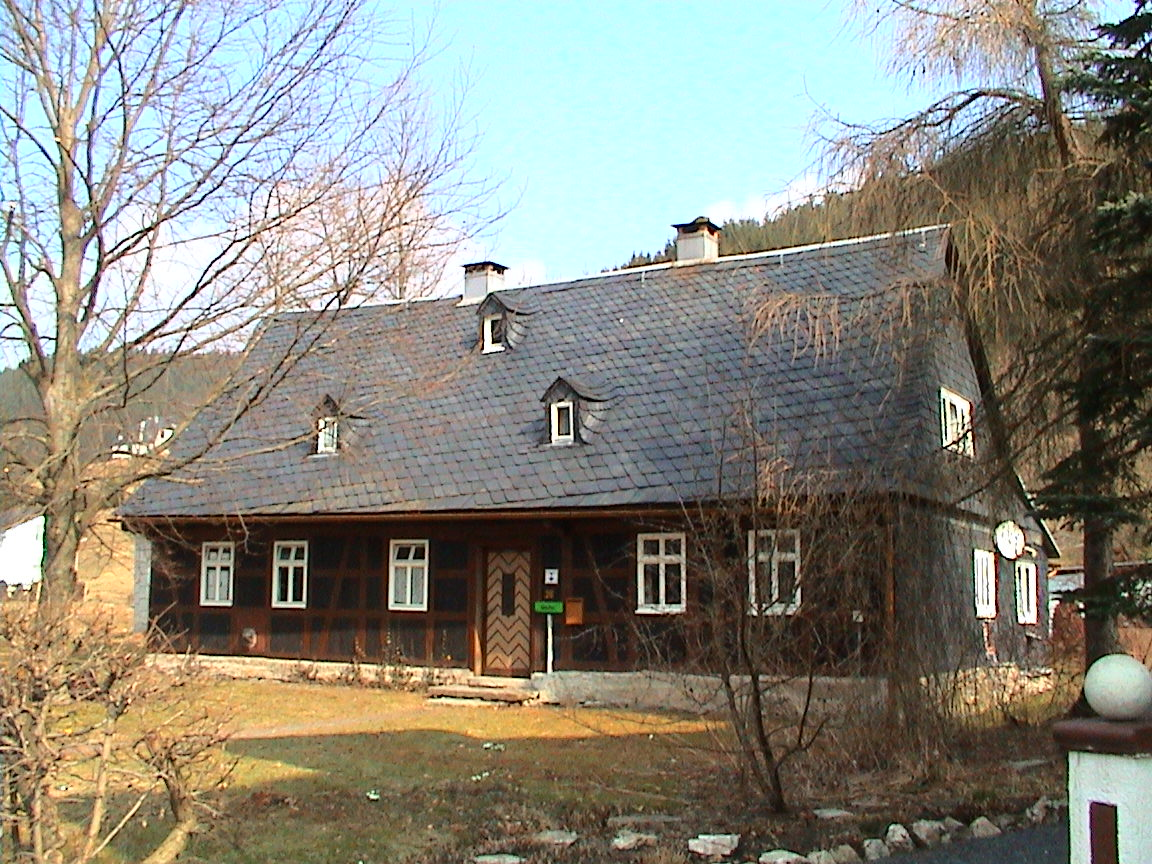
Hasenthal, gut erhaltenes Bauernhaus aus dem Jahre 1783
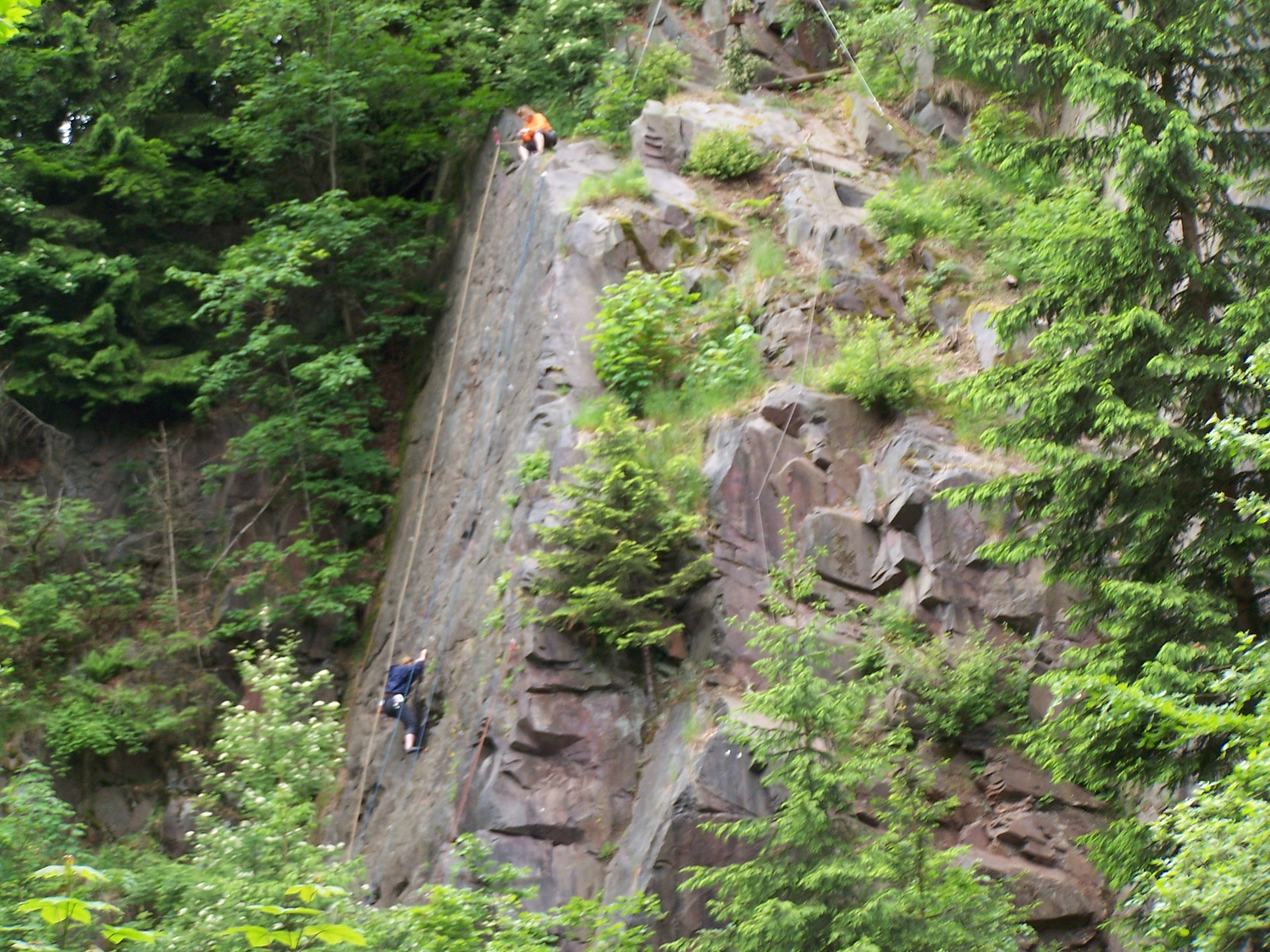
Klettergarten bei Blechhammer mit dem Ernst-Hartwig Klettersteig
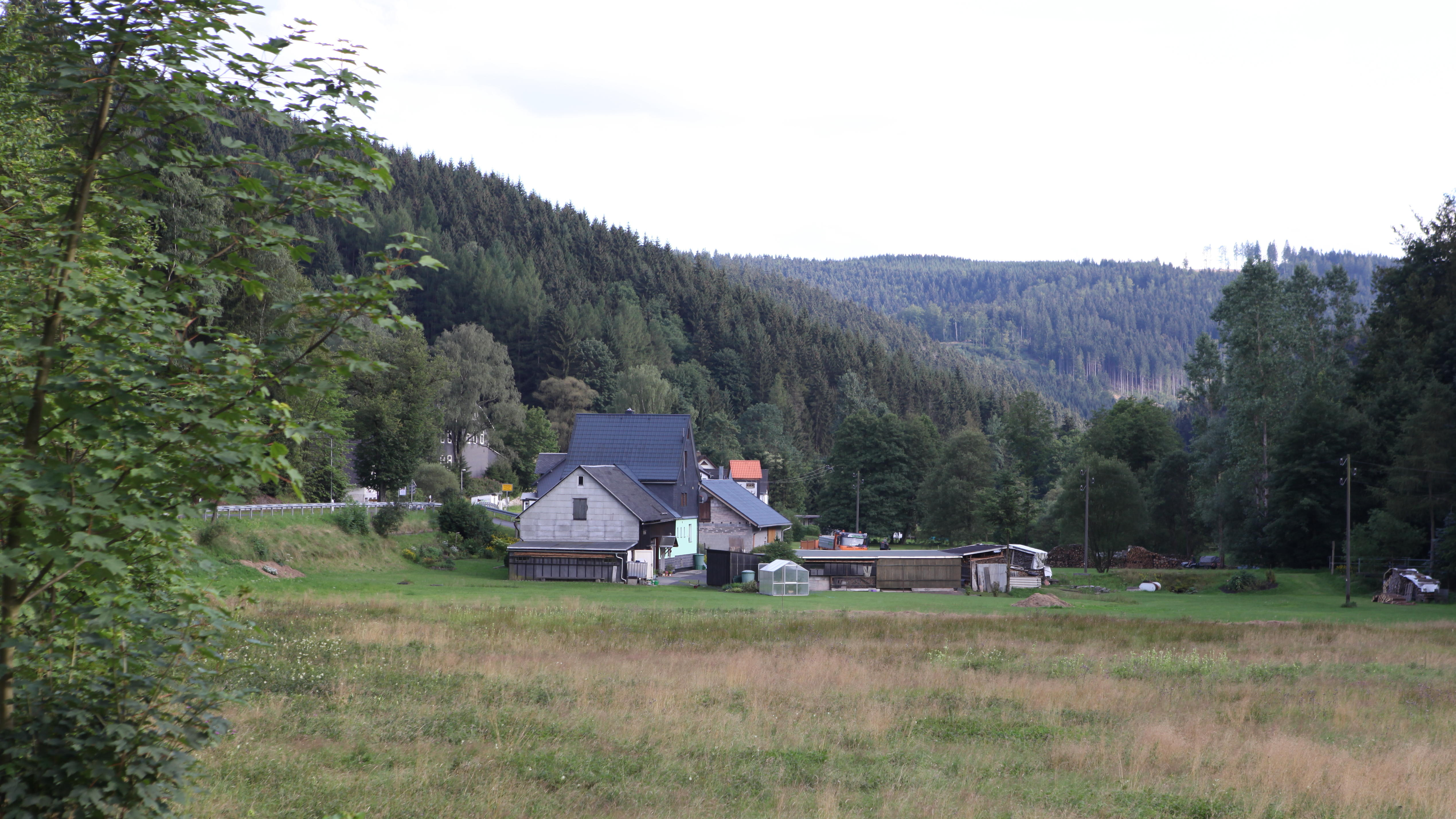
Eschenthal
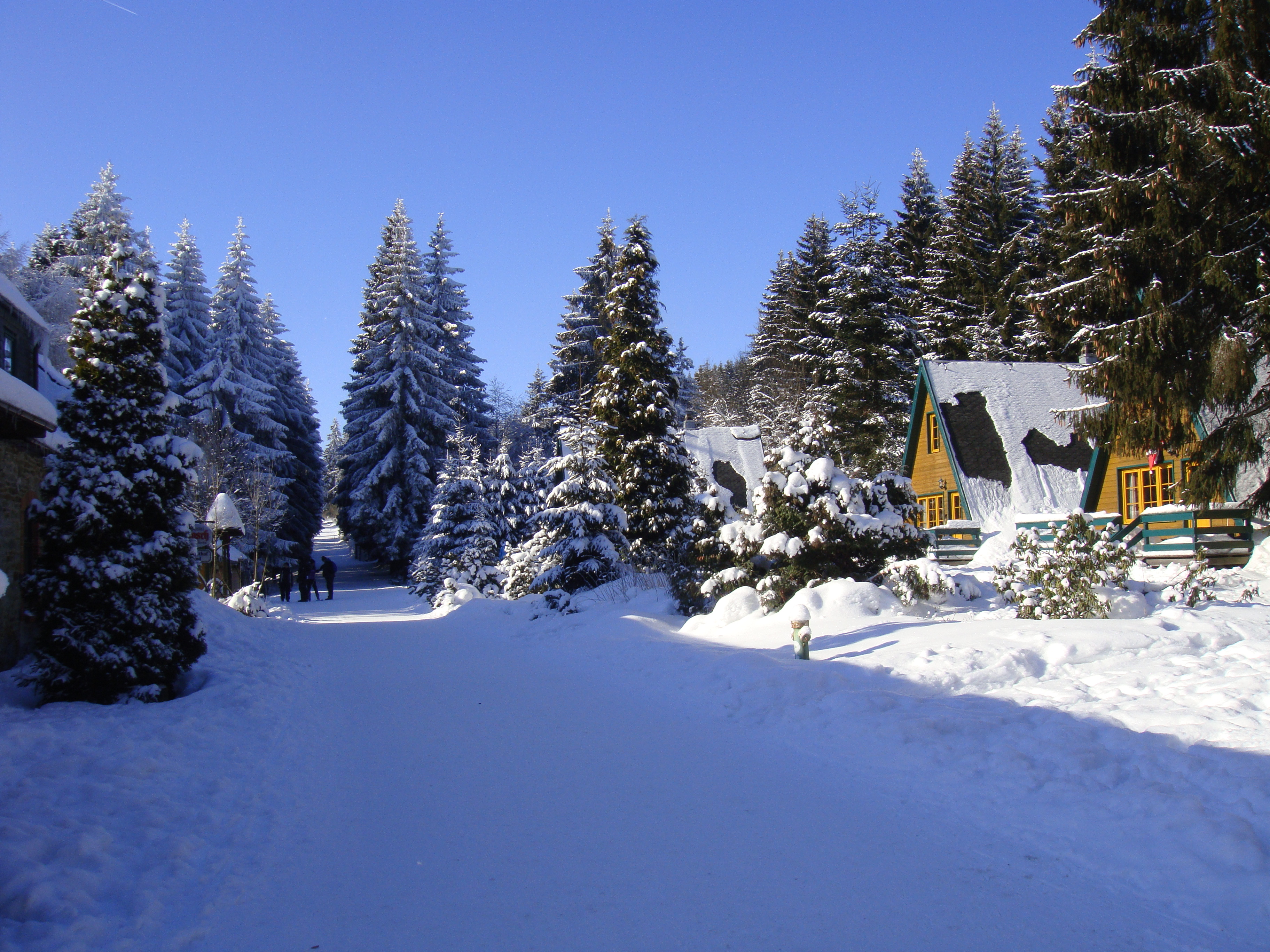
Berggasthof Brand